# 懷特霍克 (加利福尼亞州)
懷特霍克（英語：Whitehawk）是位於美國加利福尼亞州普盧默斯縣的一個人口普查指定地區。

## 地理
懷特霍克的座標為40°43′23″N 120°32′56″W / 40.72306°N 120.54889°W，而該地最高點為海拔高度1372米（即4501英尺）。

## 人口
根據2010年美國人口普查的數據，懷特霍克的面積為6.552平方千米，均為陸地。當地共有人口113人，而人口密度為每平方千米17人。